# Герб Нижньої Саксонії
На гербі німецької федеральної землі Нижня Саксонія зображений білий саксонський кінь (нім. Sachsenross) на червоному фоні.
Використовується на прапорі Нижньої Саксонії.

## Історія
Згідно з німецьким фольклором, прапором Відукінда Саксонського, останнього язичницького короля старосаксів, був чорний кінь, що стрибає на жовтому полі. Після поразки Саксонії та її навернення до християнства прапор змінили на білого коня, що стрибає на червоному полі. Він був прийнятий Генріхом Левом, герцогом Саксонії (правління 1142—1180). Архієпископ Кельна також використовував герб на своїй печатці для своїх володінь, які були на колишніх землях саксів. У XVII столітті ці території у Вестфалії перейшли у володіння Саксен-Люнебургського дому, який продовжив його використання. Sachsenross також зустрічається в гербах Прусського королівства, Ганноверського королівства і Брауншвейзького герцогства і сьогодні використовується в сучасних гербах федеральної землі Північний Рейн-Вестфалія.
Білий кінь став гербом провінції Ганновер як провінції великого Королівства Пруссія в 1866 році після того, як він використовувався як для Брауншвейзького герцогства так і для Ганноверського королівства з 1814 року. Він навіть використовувався після скасування німецької монархії після Першої світової війни до 1935 року. З цього року використання державних прапорів було заборонено нацистським урядом; лише прапор нацистської Німеччини мав використовуватися в цій тоталітарній системі, де уникали будь-якої форми регіоналізму, а традиційні німецькі держави були скасовані та замінені Гау, натхненним нацистською партією.
Після Другої світової війни провінція Ганновер і вільна земля Брауншвейг прийняли білого коня як свій герб. Згодом британський окупаційний режим об'єднав ці дві землі з Ольденбургом і Шаумбургом-Ліппе, щоб створити сучасну землю Нижня Саксонія. Однак герба не було через розбіжності щодо включення геральдичних гербів Ольденбурга та Шаумбурга-Ліппе. Нарешті було погоджено, що простий мотив буде найкращим рішенням, і саксонський білий кінь став гербом усієї Нижньої Саксонії. Герби Ганновера та Східної Фризії все ще використовуються на регіональному рівні.

Білий кінь схожий на того, який використовується на гербі графства Кент в Англії, який, ймовірно, походить із Рейнської області.

Прапор Нижньої Саксонії
Брауншвейг-Люнебурзьке герцогство
Брауншвейг-Вольфенбюттельське князівство
Ганноверське курфюрство 1708–1714
Ганноверське королівство 1814–1866
Провінція Ганновер1868–1946
Брауншвейзьке герцогство 1815–1918 рр
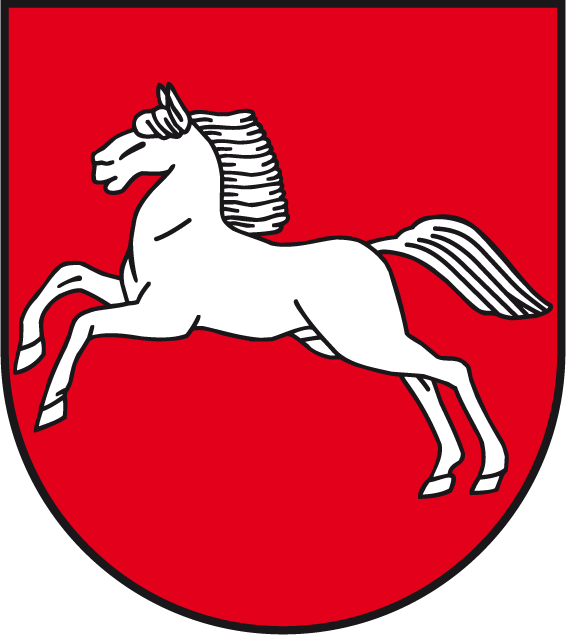
Вільна земля Брауншвейг 1918–1946 роки
Ольденбурзьке графство 1091–1774
Ольденбурзьке герцогство 1774–1810
Велике герцогство Ольденбурзьке 1815–1918
Вільна Земля Ольденбург 1918–1946
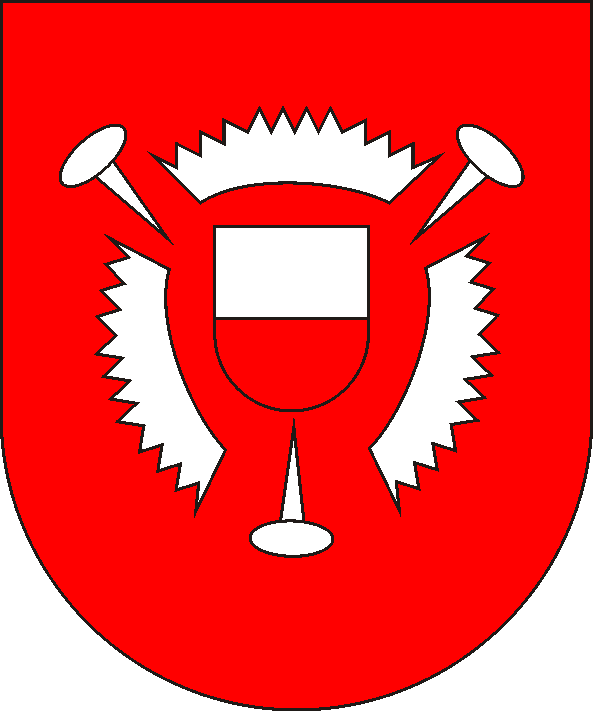
Шаумбурзьке графство
Шаумбург-Ліппське князівство 1647–1918
Вільна земля Шаумбург-Ліппе 1918–1946